# Myung-soon
Myung-soon, scris și Myong-sun, este un nume feminin coreean. Sensul său diferă în funcție de hanja folosită pentru a scrie fiecare silabă a numelui. Există 19 hanja cu citirea „myung” și 31 hanja cu citirea „în curând” pe lista oficială a guvernului sud-coreean de hanja care pot fi înregistrate pentru utilizare în nume date.
Persoanele cu acest nume includ:
- Son Myung-soon (născută în 1928), Prima Doamnă a Coreei de Sud din 1993 până în 1998
- Kim Myung-soon (născută în 1964), jucătoare de handbal al echipei sud-coreene
- Ri Myong-sun (născută în 1992), jucătoare de tenis de masă nord-coreean